# Rich Brian
Rich Brian, nascido Brian Imanuel e anteriormente sob o pseudônimo de Rich Chigga (Jacarta, 3 de setembro de 1999), é um rapper e comediante chinês nascido na Indonésia. Seu single mais famoso "Dat $tick" foi lançado em março de 2016.

## Vida pessoal
Filho de pais chineses, ele nasceu e foi criado na Indonésia. Em 2010, aos 11 anos, iniciou sua carreira nas redes sociais. Ele começou publicando vídeos curtos e engraçados cheios de humor negro. Ele aprendeu inglês assistindo a vídeos no YouTube e ouvindo rappers como Childish Gambino, 2 Chainz, Macklemore ou Tyler, The Creator.

## Carreira
Rich Chigga lançou sua primeira música de estréia, intitulada "Living the Dream" em 17 de julho de 2015 em sua conta do YouTube. A música foi produzida pelo DJ Smokey. Em 22 de fevereiro de 2016, Rich Chigga lançou seu primeiro single de estréia "Dat $tick". A canção ganhou sucesso internacional após o lançamento do filme com reações de famosos rappers americanos como Ghostface Killah, 21 Savage e Tory Lanez. "Dat Stick" alcançou o quarto lugar em "The Bubbling Under R&B/Hip-Hop Singles".
Ele lançou seu segundo single, "Who That Be", no iTunes em 9 de agosto de 2016. A canção foi produzida por Sihk.
Mais tarde, ele lançou seu terceiro single, "Seventeen", que rapidamente ultrapassou um milhão de visualizações no YouTube e no SoundCloud.